# مسئله رایلی (مسئله اول استوکس)
در دینامیک سیالات، مسئله رایلی که به عنوان مسئله اول استوکس نیز شناخته می‌شود، مسئله تعیین جریان ایجاد شده توسط حرکت ناگهانی یک صفحه  با طول بی نهایت از حالت سکون است که به نام لرد رایلی و سر جورج استوکس نامگذاری شده است. این یکی از ساده ترین مسائل غیر پایدار است که راه حل دقیقی برای معادلات ناویر-استوکس دارد. حرکت ضربه ای صفحه نیمه بی نهایت توسط کیت استوارتسون مورد مطالعه قرار گرفت.
1. ↑  Stewartson, K. T. (1951). On the impulsive motion of a flat plate in a viscous fluid. The Quarterly Journal of Mechanics and Applied Mathematics, 4(2), 182-198.